# Farroukh Amonatov
Farroukh Amonatov est un joueur d'échecs tadjik né le 13 avril 1978 à Douchanbé. Il a obtenu le titre de grand maître international en 2002. Au 1er janvier 2017, il est  le seul grand maître d'échecs tadjik et le numéro un tadjik avec un classement Elo de 2 619 points.

## Palmarès
Amonatov a remporté :
- le tournoi fermé de Toula en 2002, ex æquo avec Valentin Arbakov[2] ;
- le championnat d'échecs de Moscou en 2004 ;
- le premier open de Moscou en 2005 ;
- le mémorial Efim Geller à Moscou en 2006[3] ;
- le mémorial Agzamov (open de Tachkent) en 2008 (vainqueur au départage) et 2016 (au départage).

En 2008, il finit deuxième ex æquo  du mémorial Capablanca à La Havane. La même année, il fut premier ex æquo du mémorial Tchigorine, devancé au départage par Vladimir Belov.

## Coupes du monde
Farroukh Amonatov a participé à deux coupes du monde. En 2005, il fut éliminé au deuxième tour par Magnus Carlsen après avoir battu Michał Krasenkow au premier tour. En 2009, il battit Sergueï Volkov avant de perdre contre le futur vainqueur du tournoi Boris Guelfand.

## Olympiades
Farroukh Amonatov a participé à huit olympiades entre 1996 et 2016,.
En 2012, il a réalisé une performance Elo de 2 780 points au premier échiquier avec 8,5 points sur 10 (+7, =3). En 2002, il finit cinquième au premier échiquier.